# Nemico pubblico (film 1931)
Nemico pubblico (The Public Enemy) è un film del 1931 diretto da William A. Wellman e interpretato da James Cagney, Jean Harlow e Edward Woods, adattamento del racconto inedito Beer and Blood di John Bright e Kubec Glasmon.
Con Piccolo Cesare di Mervyn LeRoy (1931) e Scarface - Lo sfregiato di Howard Hawks (1932) è considerato uno dei film più rappresentativi del genere gangster, soprattutto per la prova di James Cagney nel ruolo del cinico e violento protagonista Tom Powers che lanciò definitivamente la sua carriera come star di Hollywood.

## Trama
Chicago, 1909. Tom Powers e Matt Doyle sono due ragazzini che passano il tempo compiendo piccoli furti. Il tempo li porta gradualmente a contatto con delinquenti professionisti e cinque anni dopo, diventati membri della gang di Putty Nose partecipano a una grossa rapina in un deposito di pellicce. Traditi dall'emozione, ricorrono alle armi ed uccidono un poliziotto, un gesto che li lega definitivamente all'ambiente criminale. Abbandonati da Putty Nose, Tom e Matt trovano nel proibizionismo un'occasione per ricatti ed estorsioni e iniziano a lavorare per Paddy Ryan, che li introduce alla banda di Sam "Nails" Nathan e al commercio illegale della birra. Tom diventa uno spietato gangster e scarica la sua ragazza Kitty per l'affascinante texana Gwen Allen.
A niente valgono le parole del fratello maggiore Mike, appena tornato dalla prima guerra mondiale, che lo rimprovera per i suoi rapporti con i gangster e per la vita dissoluta che conduce. Una sera, festeggiando in un costoso night club, Tom intravede il suo vecchio capo Putty Nose e lo segue con Matt fino al suo appartamento dove lo uccide.
La morte di "Nails" dopo una caduta accidentale da cavallo scatena una lotta senza quartiere con la banda rivale di "Schemer" Burns, che cerca di assicurarsi l'esclusiva dei guadagni facili. Paddy Ryan ordina ai suoi uomini di nascondersi per un po' di tempo, ma Tom si rifiuta di restare isolato e dopo essere uscito per strada con Matt cade in un'imboscata nella quale l'amico rimane ucciso. Tom giura vendetta e affronta da solo i suoi rivali, ma viene ferito e crolla sotto la pioggia battente. In ospedale, davanti alla madre e a Mike, sembra comprendere la vacuità della sua condotta di vita e desiderare il ritorno nell'ambiente onesto della sua famiglia. Ma gli uomini di "Schemer" anticipano le intenzioni di Tom e lo prelevano dall'ospedale, solo per lasciare il suo cadavere avvolto dalle bende sulla porta della casa di sua madre.

## Produzione
Nel 1978 il regista William A. Wellman ha dichiarato in un'intervista di essere venuto a conoscenza del soggetto durante un incontro con i due autori: «A quel tempo si chiamava Beer and Blood. Ne fui entusiasta e andai a raccontarlo a Zanuck che mi disse: "Bill, non posso farlo, ho appena fatto Piccolo Cesare e The Doorway to Hell". Così gli dissi: "Lo renderò così maledettamente duro da farti dimenticare entrambi"». Il produttore accettò e il film fu girato nel gennaio 1931 negli studi della Warner Bros. a Burbank in California, con un budget di circa 151.000 dollari.
Una delle scene più famose del film è quella in cui James Cagney "spreme" un pompelmo tagliato a metà sul viso di Mae Clarke, riguardo alla cui origine esistono diverse versioni. Alcune fonti riportano che fu opera di Zanuck mentre Wellman ha affermato che fu una sua idea, ispirata dalle ricorrenti discussioni con una delle sue quattro mogli: «Ogni volta che c'era tensione... questo bel faccino si "congelava" e non diceva una parola... Ad ogni modo, mi piacciono i pompelmi e quando facevamo colazione spesso pensavo di prendere quel maledetto pompelmo e spremerlo proprio su quel bellissimo viso glaciale. Non l'ho mai fatto davvero, perché l'ho fatto in Nemico pubblico». Secondo un'altra versione, sulla quale entrambi gli attori coinvolti hanno in seguito concordato, si trattò in realtà di uno scherzo fatto alla troupe cinematografica, solo per vedere le loro reazioni sbalordite, e non c'era alcuna intenzione di usare la scena nel film anche se alla fine Wellman decise di mantenerla.
Trent'anni dopo la sequenza è stata citata dallo stesso Cagney nel film Uno, due, tre!, diretto nel 1961 da Billy Wilder. In questo caso l'attore minaccia di lanciare un pompelmo tagliato a metà in faccia a Horst Buchholz, nella scena in cui istruisce quest'ultimo sull'educazione a tavola.

### Il cast
Originariamente il ruolo di Tom Powers era stato assegnato a Edward Woods mentre Cagney, che Wellman aveva scritturato dopo averlo visto in The Doorway to Hell, avrebbe dovuto interpretare l'amico Matt Doyle. «Avevamo girato per tre giorni», ha dichiarato il regista nel 1978, «la domenica successiva sono andato a vedere la prima stampa e ho chiamato Zanuck che si trovava a New York. "Abbiamo commesso un terribile errore, abbiamo l'uomo sbagliato che interpreta la parte sbagliata, Cagney è quello giusto". Così ha detto, "Ok, scambiali"».
Lo stesso Wellman aveva offerto la parte della call girl Gwen Allen a Louise Brooks, che aveva già diretto nel 1928 ne I mendicanti della vita, tuttavia l'attrice rifiutò (per raggiungere a New York il suo amante dell'epoca, il futuro dirigente sportivo George Preston Marshall) e il ruolo fu assegnato a Jean Harlow.
Oltre a Frank Coghlan Jr. e Frankie Darro, che interpretano Tom e Matt da bambini, nel film compaiono non accreditati anche Mae Clarke (Kitty, "vittima" della scena del pompelmo), Rita Flynn (Molly, la sorella di Matt) e Sam McDaniel (il capo maggiordomo).

## Distribuzione
La première di Nemico pubblico si tenne a New York il 23 aprile 1931 e il film fu distribuito nelle sale dal successivo 15 maggio.
In Italia dovette attendere oltre trent'anni per essere proiettato in quanto nel 1930 non ottenne il visto censura, subendo la stessa sorte di Piccolo Cesare e Scarface - Lo sfregiato, proibiti perché considerati entrambi offensivi verso l'Italia (i personaggi interpretati da Edward G. Robinson e Paul Muni sono gli italo-americani "Rico" Bandello e "Tony" Camonte). Solo nel 1963 Nemico pubblico è potuto uscire nelle sale italiane.

### Date di uscita
- Stati Uniti (The Public Enemy) – 23 aprile 1931 (New York, première)
- Argentina (El enemigo público) – 15 maggio 1931
- Stati Uniti – 15 maggio 1931
- Brasile (Inimigo Público) – 8 giugno 1931
- Francia (L'ennemi public) – 11 settembre 1931
- Giappone (Minshu no teki) – 6 novembre 1931
- Irlanda (The Public Enemy) – 3 giugno 1932
- Hong Kong – 5 marzo 1959
- Italia (Nemico pubblico) – 29 agosto 1963
- Svezia (Public Enemy - samhällets fiende nr 1) – 14 ottobre 1977

### Riedizioni
Negli Stati Uniti fu distribuito di nuovo nel 1941, dopo l'entrata in vigore del cosiddetto Codice Hays che specificava cosa fosse o non fosse considerato "moralmente accettabile" nella produzione di film e che portò al taglio di tre scene: quella del sarto marcatamente effeminato che prende le misure a Tom per un vestito, quella con Mamie e Matt che fanno colazione a letto (indicativa del fatto che avrebbero passato la notte insieme) e quella in cui Tom viene sedotto da Jane (interpretata da Mia Marvin) mentre si nasconde nel suo appartamento. Tutte e tre le scene sono state successivamente ripristinate nelle versioni uscite in DVD e Blu-ray.

## Accoglienza
Il film fu un grande successo di pubblico negli Stati Uniti e risultò il 9º film al box office nel 1931.
Allo stesso tempo però, il ritratto del protagonista come personaggio emotivamente complesso che era riuscito a colpire il pubblico in modo positivo, oltre alla violenza e le attività criminali rappresentate nel film e all'enfasi sullo stile di vita di personaggi negativi, accelerarono l'entrata in vigore del Codice Hays, le linee guida da poco adottate dalla MPPDA ma non ancora applicate che avrebbero governato e limitato le produzioni negli Stati Uniti nei decenni successivi.

### Critica
Il sito Rotten Tomatoes riporta il 100% di recensioni con un giudizio positivo, con un voto medio di 8,4 su 10.
All'epoca, la rivista Variety riportò nella sua recensione: «Non ci sono merletti in questo film. È crudo e brutale. È materiale rozzo che ha una tale fattura da renderlo intellettuale».
Più recentemente, Mark Pittillo del sito AllMovie ha definito il film «vivace e brutale, pieno di un'aria di minaccia e disperazione», mentre secondo il critico Geoff Andrew del magazine Time Out «l'energia di Cagney e la regia coraggiosa di Wellman prevalgono, contrastando il sentimentalismo moralistico della sceneggiatura e fissando nella memoria l'attore come eroe gangster definitivo».

## Riconoscimenti
Nemico pubblico ricevette una candidatura all'Oscar per il miglior soggetto originale e nel 1935 fu uno dei primi film acquisiti dal MoMA di New York per la sua Film Library.
Nel 1998 è stato scelto per la conservazione nel National Film Registry della Biblioteca del Congresso degli Stati Uniti in quanto giudicato "di rilevante significato estetico, culturale e storico". Lo stesso anno è stato uno dei 400 titoli scelti dall'American Film Institute per essere inclusi nella AFI's 100 Years... 100 Movies, non riuscendo però a entrare nella classifica.
Nel 2003, il personaggio di Tom Powers è risultato 42º tra i migliori "cattivi" della storia del cinema americano nella AFI's 100 Years... 100 Heroes and Villains, e nel 2008 il film è stato inserito all'8º posto nella lista dei 10 migliori gangster movies di sempre.

## Colonna sonora
Nel film sono presenti gospel, ragtime e brani popolari americani come I'm Forever Blowing Bubbles, Hesitation Blues, Maple Leaf Rag e Brighten the Corner Where You Are.

## Riferimenti a eventi e personaggi reali
Il personaggio interpretato da Cagney fu costruito sulla figura dei noti gangster Hymie Weiss e Dean O'Banion, membri della North Side Gang di Chicago e acerrimi rivali di Al Capone negli anni venti. Un riferimento alla stessa organizzazione criminale si trova anche nel personaggio di "Schemer" Burns, leader della banda rivale di Tom Powers e ispirato al vero Vincent Drucci detto "The Schemer", successore di O'Banion come capo della North Side Gang.
Altre analogie con eventi reali riguardano la scena successiva alla morte di "Nails" Nathan (interpretato da Leslie Fenton), basata su quella di Samuel Jules "Nails" Morton, un altro membro della banda di Weiss e O'Banion rimasto ucciso nel 1923 dopo una caduta da cavallo nel Lincoln Park di Chicago. In quel caso, Louis "Two-Gun" Alterie e altri membri della banda del North Side rapirono il cavallo "incriminato", lo portarono sul luogo dell'incidente e lo giustiziarono con un colpo di pistola.